# Кровожадный карнавал
Кровожа́дный карнава́л (англ. The Carnivorous Carnival) — новелла Дэниела Хэндлера, девятая из тринадцати книг серии «Тридцать три несчастья». В ней рассказывается история трех детей, Вайолет, Клауса и Солнышко Бодлеров, которые осиротели после пожара и попали жить к своему дальнему родственнику Графу Олафу.

## Сюжет
Бодлеры приехали в Пустоши в багажнике у Олафа. Они подслушали разговор с гадалкой мадам Лулу, которая сказала, что хочет сделать Карнавал популярным. Бодлеры, замаскировавшись уродами, поселились в Шатре Уродов. Там они встретились с тремя людьми: горбуном Хьюго, Колетт, которая совсем не имела костей и могла изгибаться как угодно, и Кевином, который одинаково владел и левой, и правой рукой (они позже появятся еще в двух книгах сериала — «Скользкий склон» и «Предпоследняя передряга»).
Бодлеры принимали участия в уродских шоу. Над ними все издевались и насмехались. Только коллеги считали их людьми, да и то Эсме Скволор позже заманила их в труппу Графа Олафа. Мадам Лулу оказалась вовсе не гадалкой и была съедена львами. Граф Олаф узнал, что двое новых работников Мадам Лулу и есть Бодлеры. Солнышко похитили злодеи, а Вайолет и Клауса сбросили с горы на фургоне Уродов трое бывших коллег.

## Культурные отсылки и литературные аллюзии
- Карнавал Калигари назван в честь немецкого немого фильма «Кабинет Доктора Калигари».